# Allport, Pennsylvania
Allport är en ort i Clearfield County i delstaten Pennsylvania, USA.